# Blossom Tales II: The Minotaur Prince
『Blossom Tales II: The Minotaur Prince』は、カナダとアメリカのクリエイターによるインディーゲームスタジオCastle Pixelが開発しPlaytonic Friendsより2022年8月16日に発売されたアクションアドベンチャーゲーム。

## 概要
前作『Blossom Tales: The Sleeping King』から数百年後の世界が舞台で、前作主人公と同名の少女リリーが主人公。500年ぶりに蘇ったミノタウロス王がリリーの弟のクリスを連れ去りミノタウロス王子に仕立て上げようとする中で、リリーは弟を取り返すための冒険を繰り広げる。
本作の物語は前作と同様に、とある老翁が2人の孫のリリーとクリスに聞かせる創作童話の中の出来事という体裁をとっている。前作では現実世界のリリーとクリスが物語の最中にたびたび割り込んで会話し始め、一部の議論の選択が物語に反映されるという場面が見られたが、本作ではそうした選択肢をより多く提供するという考えのもと制作されている。その一例として、リリーが使用する楽器や上に乗って移動できる動物の選択などがある。

## 主なアイテム
剣
敵を攻撃する。物語中盤以降で手に入る「王の剣」を鍛えるとライフが満タンの時に前方へビームを発射できる。
盾
敵からの攻撃を防ぐ。物語終盤で手に入る「鏡の盾」は敵が放つレーザーを反射する。
ランプ
燭台に灯をともしたり一部のものを燃やしたりする。アイテム欄では「たいまつ」と表記されている。
釣り竿
水辺で魚を釣ることができる。
バクダン
道を塞ぐ岩などを破壊できる。
シャベル
地面を掘ることができる。
弓矢
離れた敵を攻撃する。特定イベントの達成後に手に入る「トリプルボウ」は前方に3本の矢を同時に放つ。
アームリング
水中を泳げるようになる。
ギター / アコーディオン
各所で教わる以下のメロディを演奏すると特定の効果が発生する。入手前に現実世界のクリスとリリーから2つの楽器が提案され、選択した一方が手に入る。
砂漠のメヌエット
音符が描かれている扉を開く。
上昇する風のソナタ
気球を呼び出し、フィールド各所にある「スタンド」の場所を指定して瞬時に移動する。
賢者のオーバーチュア
周辺にアイテムが隠されているかどうかがわかる。
朝に捧げるアリア
眠っている者を目覚めさせる。
蹄のコンチェルト
乗って素早く移動できる動物（現実世界のクリスとリリーが提案する馬と豚のどちらか一方）を呼び出す。
ヨーヨー
少し離れた敵を攻撃する。一部の敵の装備を剥がす効果もある。
ブーメラン
少し離れた敵を攻撃する。段差や壁があってもぶつからずに飛ぶ。
テレポーター
場所を指定した後にもう一度使用すると指定場所まで瞬間移動する。
ハチのメダリオン / タカ
前者はハチを、後者はタカを呼び出して近くの敵を攻撃させる。それぞれ特定のクエストのクリア後に手に入る。